# Hermitage Plaza
Hermitage Plaza fue un proyecto promovido por el grupo francés Hermitage para ser construido en el distrito parisino de La Défense, a orillas del río Sena.
Diseñado por el arquitecto británico Norman Foster, consistía en seis edificios, incluyendo dos rascacielos de 323 metros que de construirse serían los más altos de la Unión Europea y de Europa Occidental.

## Historia
El proyecto fue revelado por Norman Foster el 11 de marzo de 2009 en el MIPIM, una feria inmobiliaria para profesionales, que tuvo lugar en Cannes, Francia. Inicialmente, Hermitage Group había propuesto un diseño diferente, de Jacques Ferrier, sin embargo, Hermitage Group y Ferrier pronto estuvieron en desacuerdo en algunos puntos y Ferrier abandonó el proyecto; por lo que la empresa anunció un nuevo diseño por Norman Foster.
La construcción estaba programada para comenzar en 2019, pero después de varios retrasos, el proyecto fue definitivamente cancelado en enero de 2022.